# Spülsaum

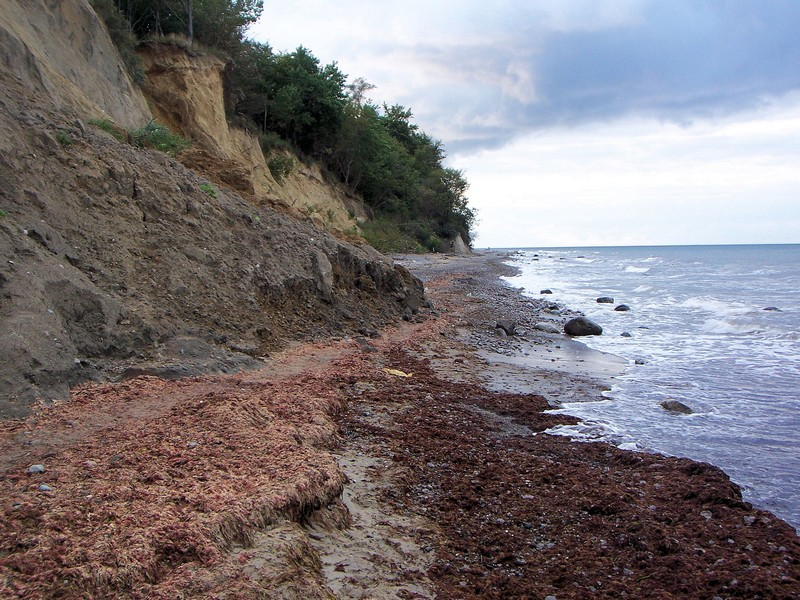
Zwei nacheinander entstandene, pflanzlich geprägte Spülsäume aus Seetang und Seegras.

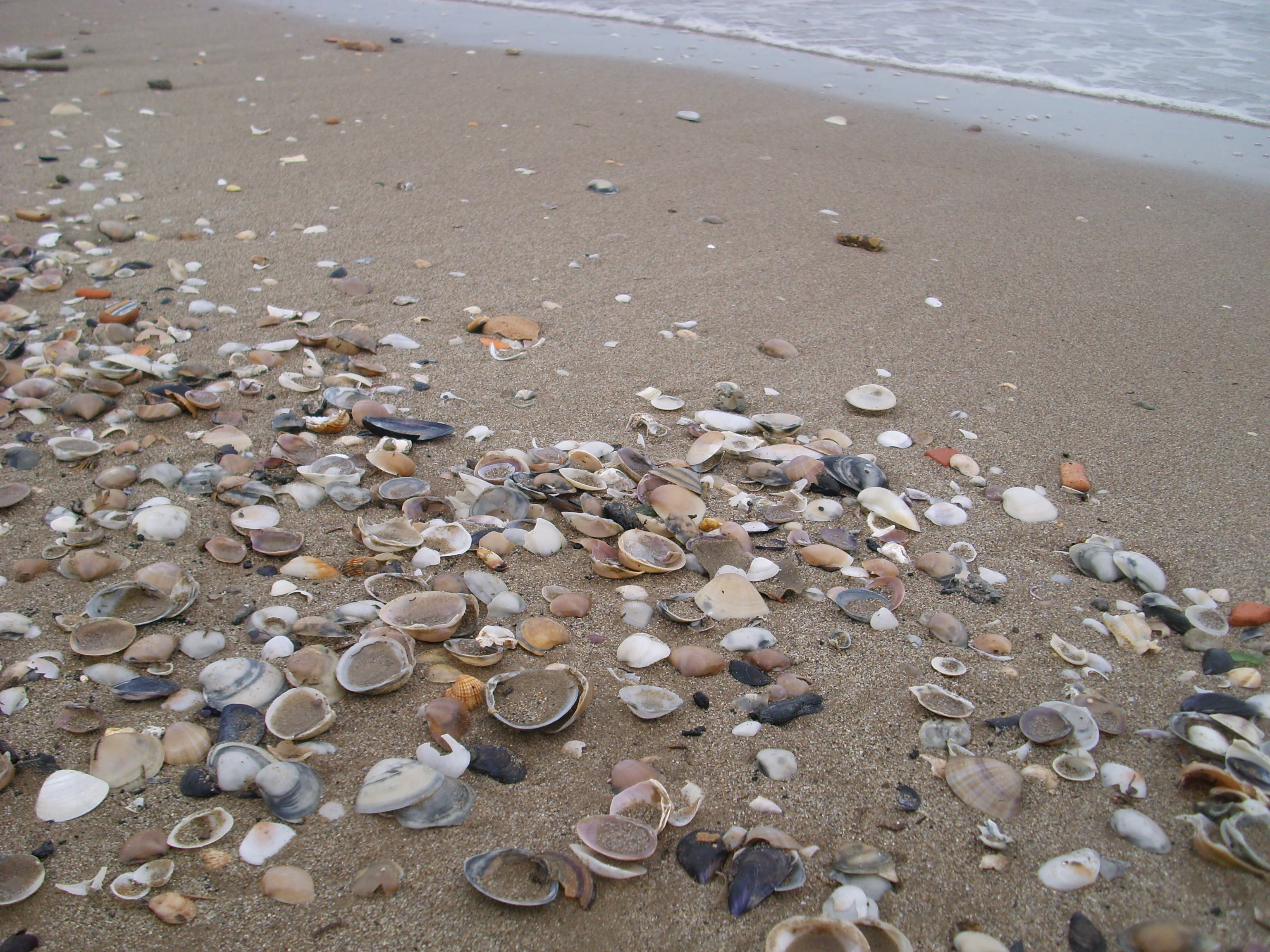
Von Muscheln dominierter Spülsaum

Der Spülsaum bezeichnet trocken liegende Ablagerungen aus pflanzlichen und tierischen Bestandteilen, die, bei höchstem Wasserstand, im Uferbereich von Flüssen, Seen oder Meeren angespült wurden. Im Wechsel der Gezeiten wird der Spülsaum auch als Markierung unterschiedlicher Flutstände herangezogen.
Für die von organischem Material dominierten Spülsäume der Ostsee wird auch die Bezeichnung „Treibsel“ verwendet. Die pflanzlichen Bestandteile bestehen überwiegend aus Seegras sowie Braun-, Rot- und Grünalgen, die durch Seegang vom Meeresboden losgerissen und an Küsten und Stränden angespült wurden. Oft finden sich auch Muschelschalen, tote Meerestiere und Zivilisationsabfälle in den Spülsäumen.
Der Spülsaum folgt der Küste des Gewässers und tritt durch Wasserstandsschwankungen mehrfach auf, wobei sich versetzte Formationen ergeben. Nach Tankerunglücken lagern sich auch Ölrückstände sichtbar im Spülsaum ab.

## Funktionen

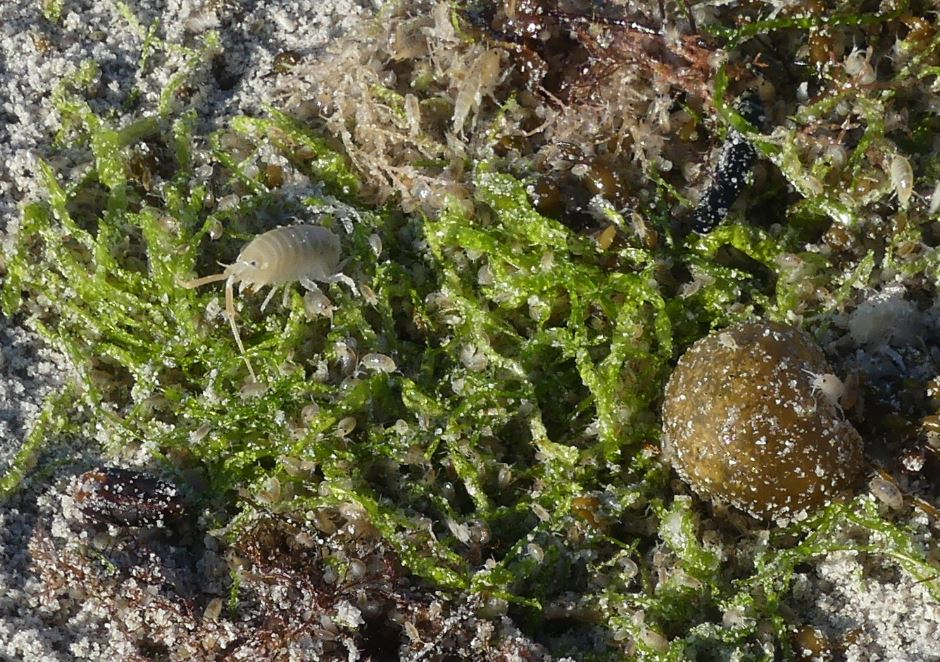
Wo der Strandfloh sich wohl fühlt, sind oft Watvögel zu finden

Natürliche Strandsäume aus Seetang bewirken eine natürliche Düngung des Standorts. Durch den Nährstoffreichtum von Strandsäumen bildet sich dort häufig eine Ruderalvegetation, die an der Ostseeküste z. B. aus Melden und Meerkohl bestehen kann.
Pflanzliches Treibgut kann Sandabträge vor Küsten von naturbelassenen Stränden und Steilküsten hemmen und diese so vor Erosion schützen.
Neben dieser wichtigen Funktion für den Küstenschutz wertet ein pflanzlicher Spülsaum auch das Nahrungsangebot für Tiere auf, da sie oft von Strandflöhen und Flohkrebsen als Lebensraum genutzt werden, die wiederum Watvögel anziehen.
Den Kommunen in Norddeutschland wird daher empfohlen, Treibsel nur dort zu entfernen, wo es wirklich notwendig ist. Folgende Entscheidungshilfe zur weiteren Nutzung bzw. Entsorgung wird angeboten:
- wurde überwiegend Seegras angespült, so kann dieses zu Düngemitteln oder Dämmstoffen weiterverarbeitet werden
- falls Sandknappheit besteht, wird mit abtransportierter Sand ausgesiebt und zurückgebracht
- die Verwendung im Garten- und Landschaftsbau ist auch mit Rückständen von Sand kein Problem
- die Verbrennung ist laut Umweltministerium Schleswig-Holstein unerwünscht

## Bestandteile und deren Bedeutung

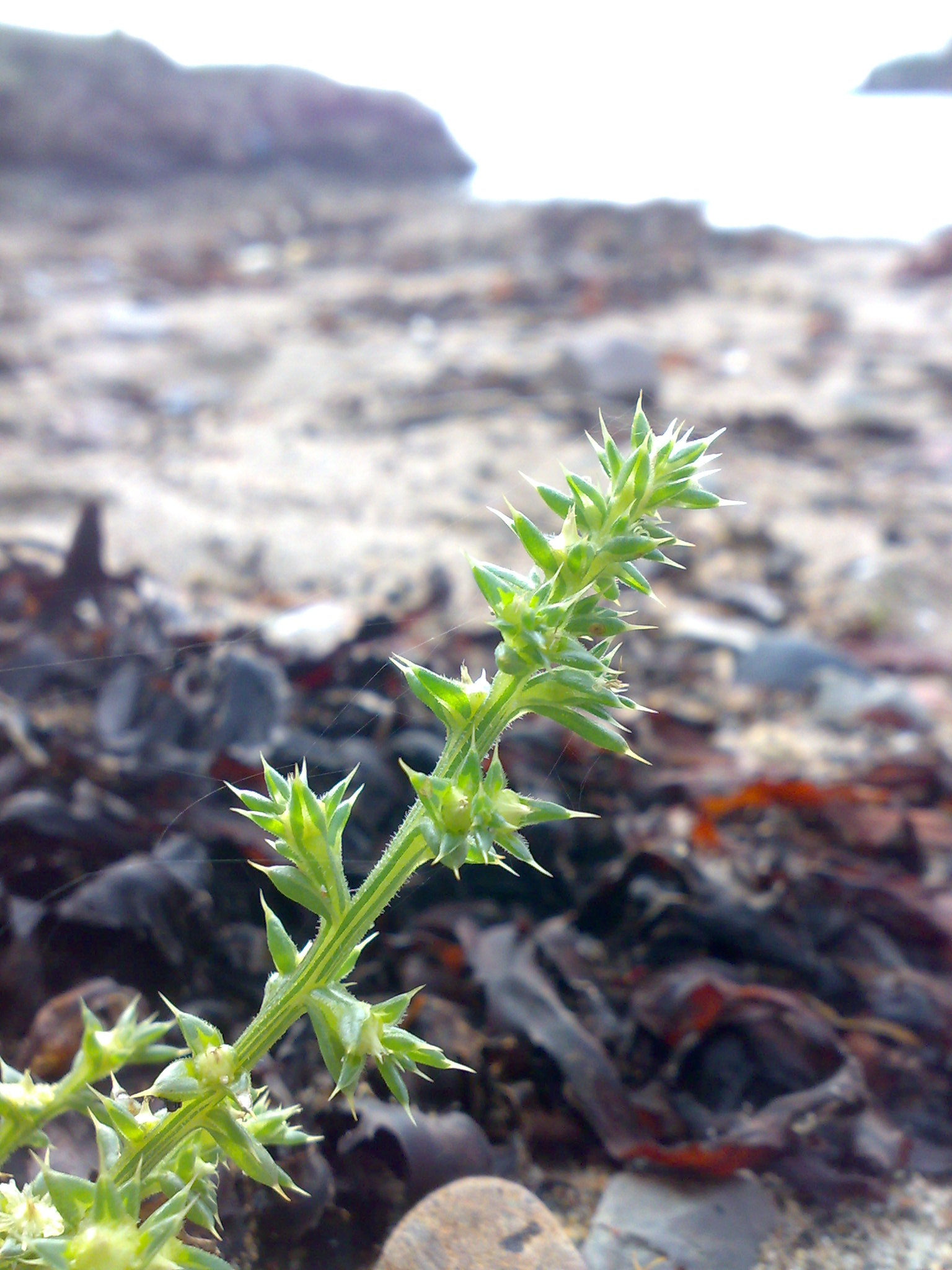
Das Kali-Salzkraut Salsola kali ist eine typische Spülsaumpflanze

### Tiere und Pflanzen
Sturmfluten sorgen über die Wintermonate dafür, dass organisches Pflanzenmaterial vor den Küsten angespült wird, aus dem in den darauf folgenden Monaten ein natürlicher Kompost entsteht. Für salztolerante Pflanzen bieten Spülsäume als Standort daher gute Wachstumsbedingungen. Je nachdem, ob unter dem Spülsaum ein Boden aus Sand oder Klei oder Kies liegt, siedeln sich unterschiedliche, meist einjährige Pflanzen an.
Zu den häufigsten Spülsaumpflanzen zählen:
- Meersenf[4][5][6]
- Kali-Salzkraut[7][5]
- Strandkamille[8]
- Strandmelde[9]
- Salzmiere
- Echter Meerkohl

Vom Meersenf sind nicht nur unterschiedliche Insekten abhängig, die ihn als Futter- und Nektarpflanze nutzen, als Kreuzblütler bildet er auch ölhaltige Samen, die von durchziehenden Zugvögeln als Nahrungsquelle genutzt werden.
Im Nationalpark Schleswig-Holsteinisches Wattenmeer wird der Spülsaum der Nordsee daher auch herangezogen, um festzustellen, welche Tiere ihn als Nahrungsangebot nutzen. Je nachdem von welchen Spülsaumpflanzen er Samen enthält, profitieren unterschiedliche Überwinterungsgäste von dem Nahrungsangebot, wie z. B. Schneeammer, Berghänfling und Ohrenlerche. Während Ranger bestätigen können, dass Verunreinigungen durch Öl und Teerklumpen seltener werden, nimmt der Anteil an Plastikmüll immer noch zu.
Eine Auswertung eines Spülsaums an der Nordküste der nordfriesischen Insel Föhr ergab dagegen folgende Bestandteile: Seetang, Treibholz, Kunststoffabfälle, Schneckengehäuse der Wattschnecke, Schalen von Herzmuscheln sowie leere Gelege der Wellhornschnecke und  der Schulp eines Tintenfischs.

### Müll-Monitoring
Die Kommission HELCOM und das Meeresschutzabkommen OSPAR sammeln die Ergebnisse des sogenannten Spülsaum-Monitorings, um Aussagen über den Zustand des Ökosystems sowie den aktuellen Grad der Verschmutzung machen zu können. Über mehrere Jahre untersuchte der NABU auf der Ostseeinsel Fehmarn die Spülsäume der Naturschutzgebiete Wallnau, Krummsteert-Sülsdorfer Wiek und Grüner Brink gezielt auf angespülte Abfälle. Der Anteil an Abfällen aus Kunststoff lag zwischen 62 und 76 Prozent. Saisonal werden in Bereichen, die im Sommer touristisch genutzt werden, vermehrt Zigarettenstummel, Verpackungen von Süßigkeiten und Plastikschraubdeckel angeschwemmt.

## Galerie

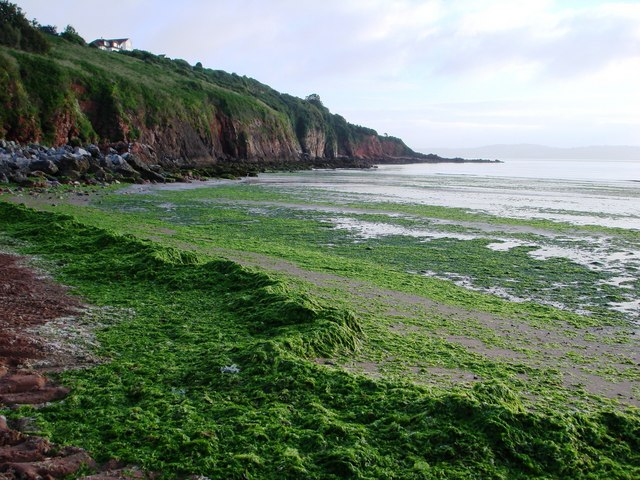
Umfangreiche Seegrasablagerungen werden an touristischen Orten in der Regel entfernt
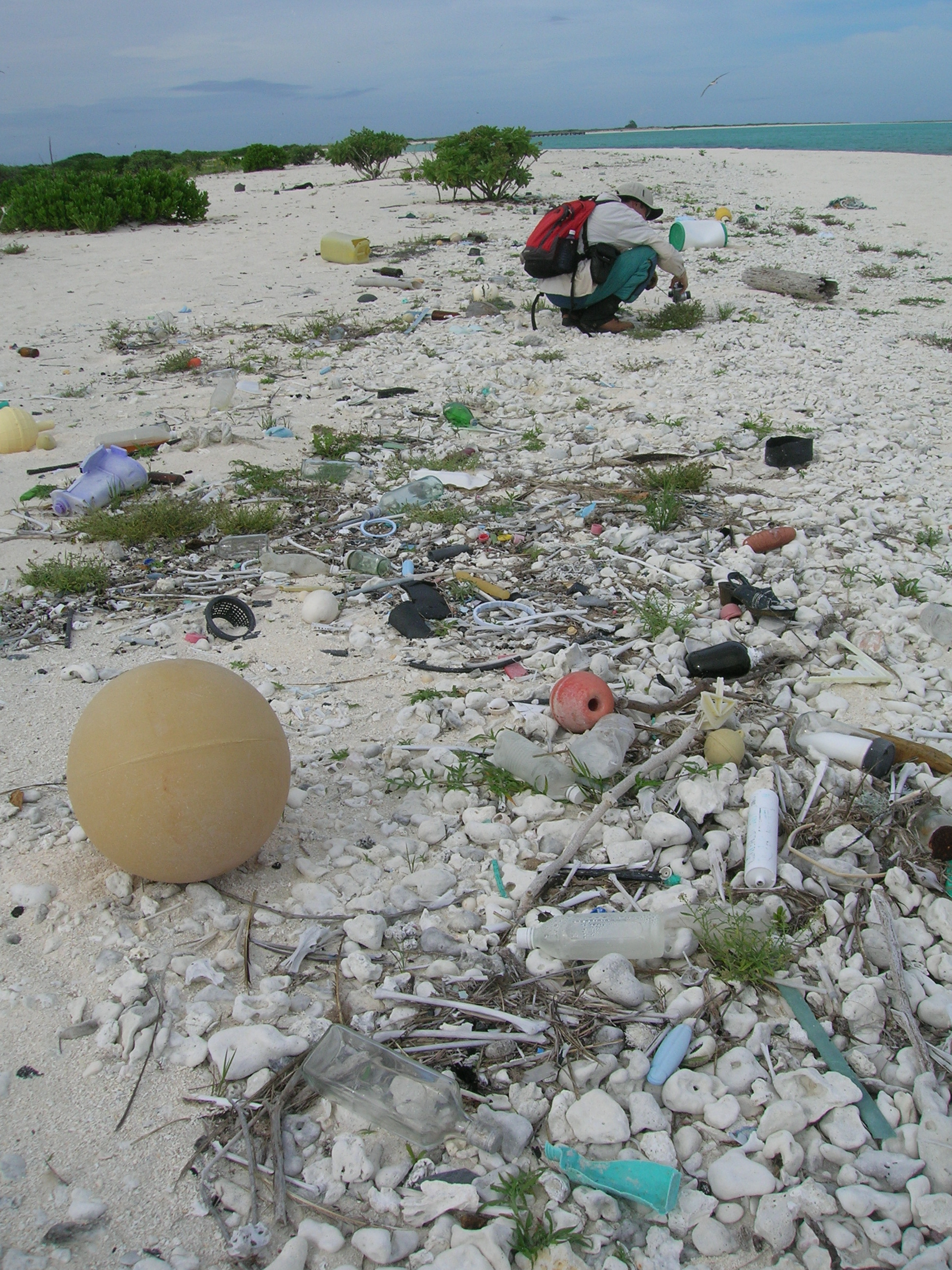
Mit Kunststoffmüll durchsetzter Spülsaum
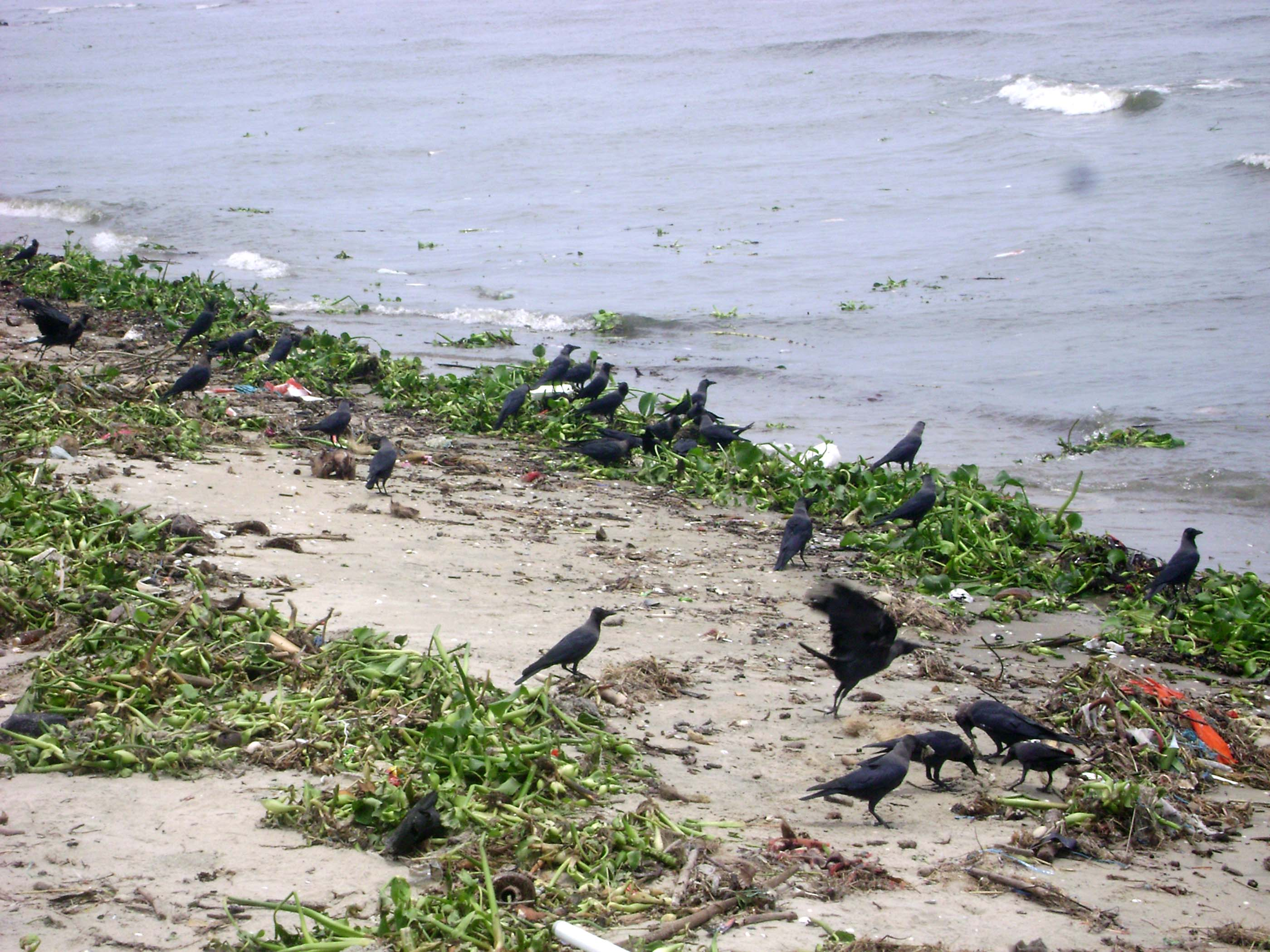
Fort-Kochi-Strand in Indien: zwischen angespülten Pflanzen finden auch Vögel oft NahrungFort-Kochi-Strand in Indien: zwischen angespülten Pflanzen finden auch Vögel oft Nahrung
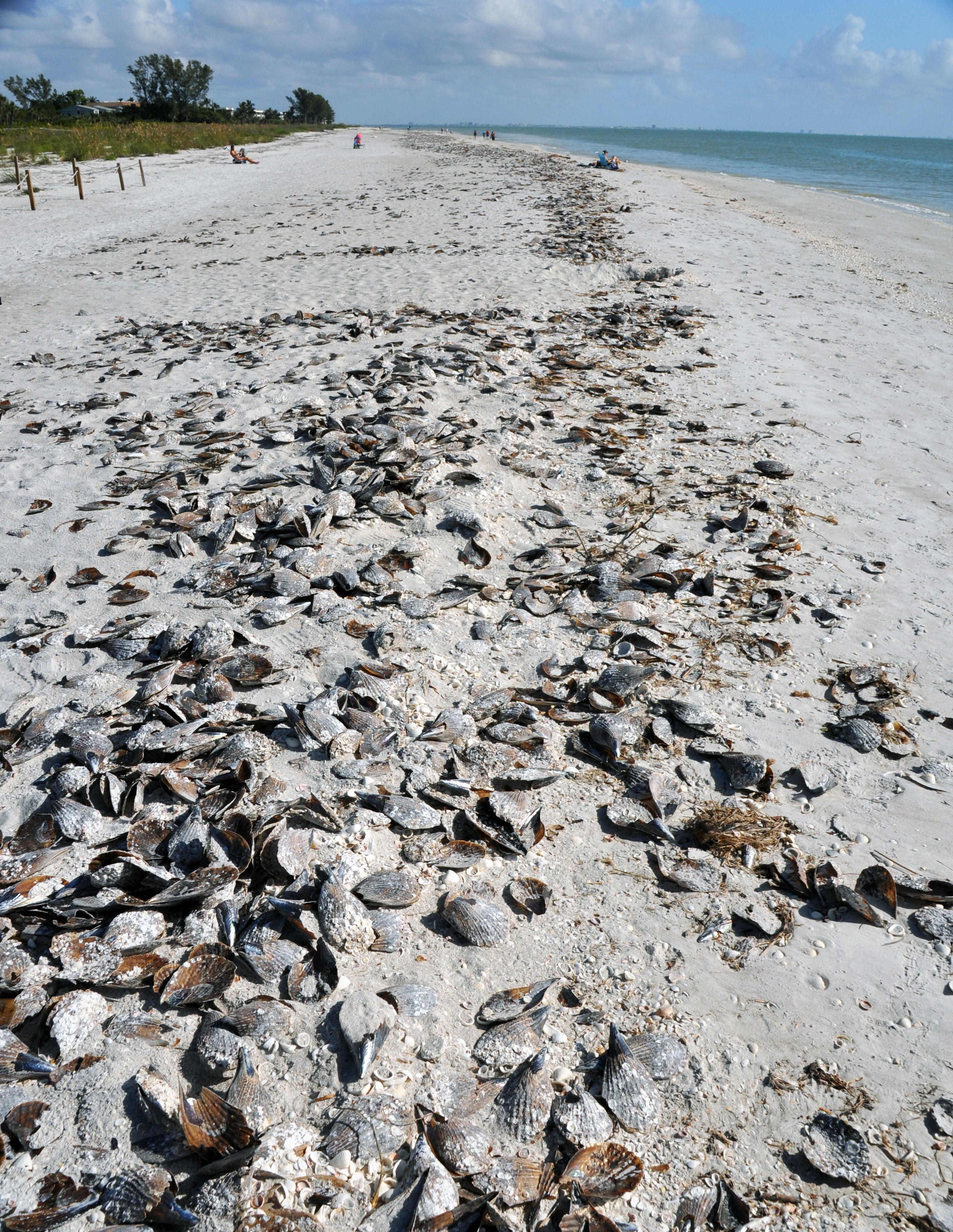
Atrinamuscheln markieren den Spülsaum auf Sanibel Island, Florida
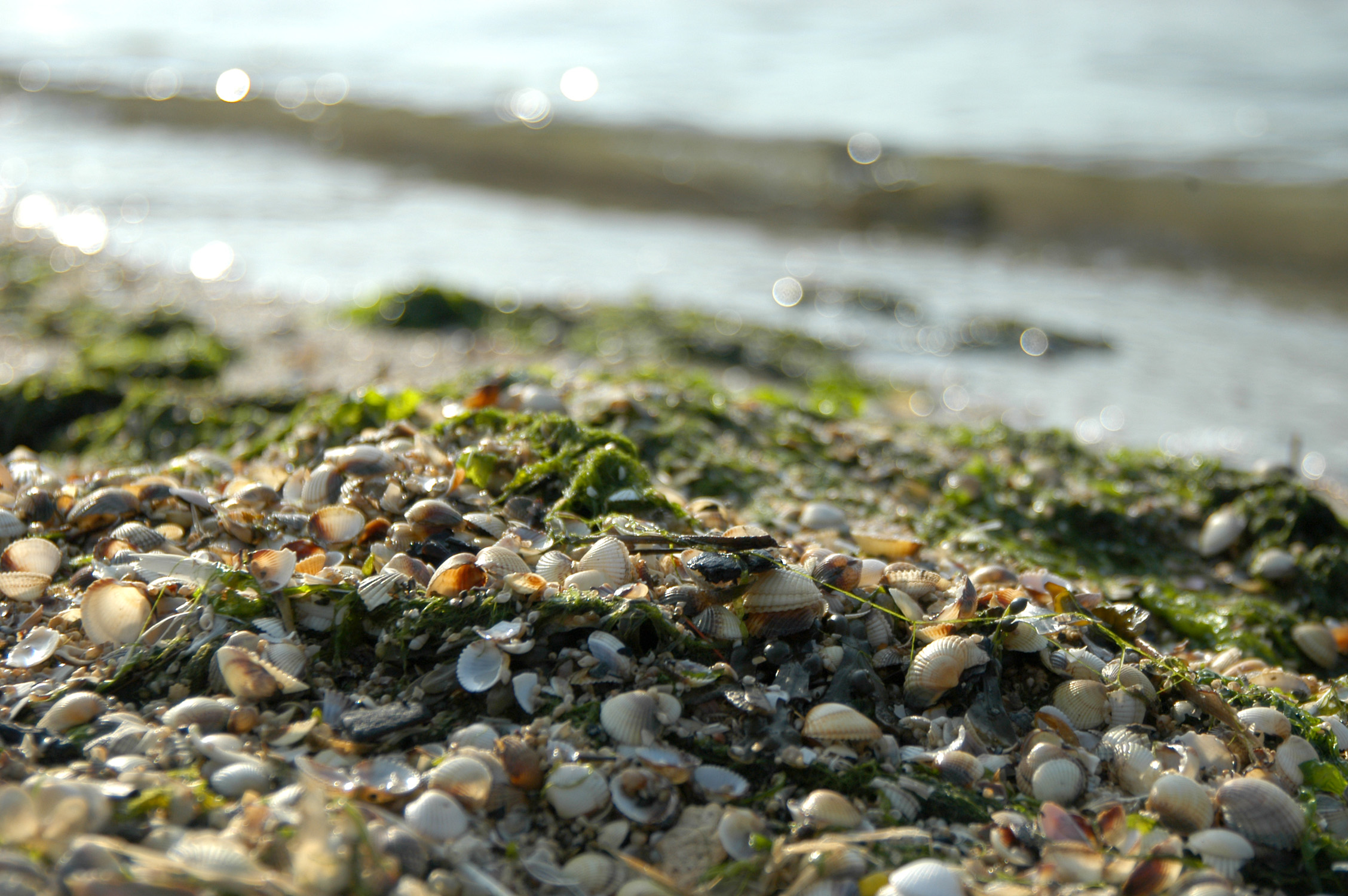
Nahaufnahme vom Spülsaum am Strand von Cuxhaven
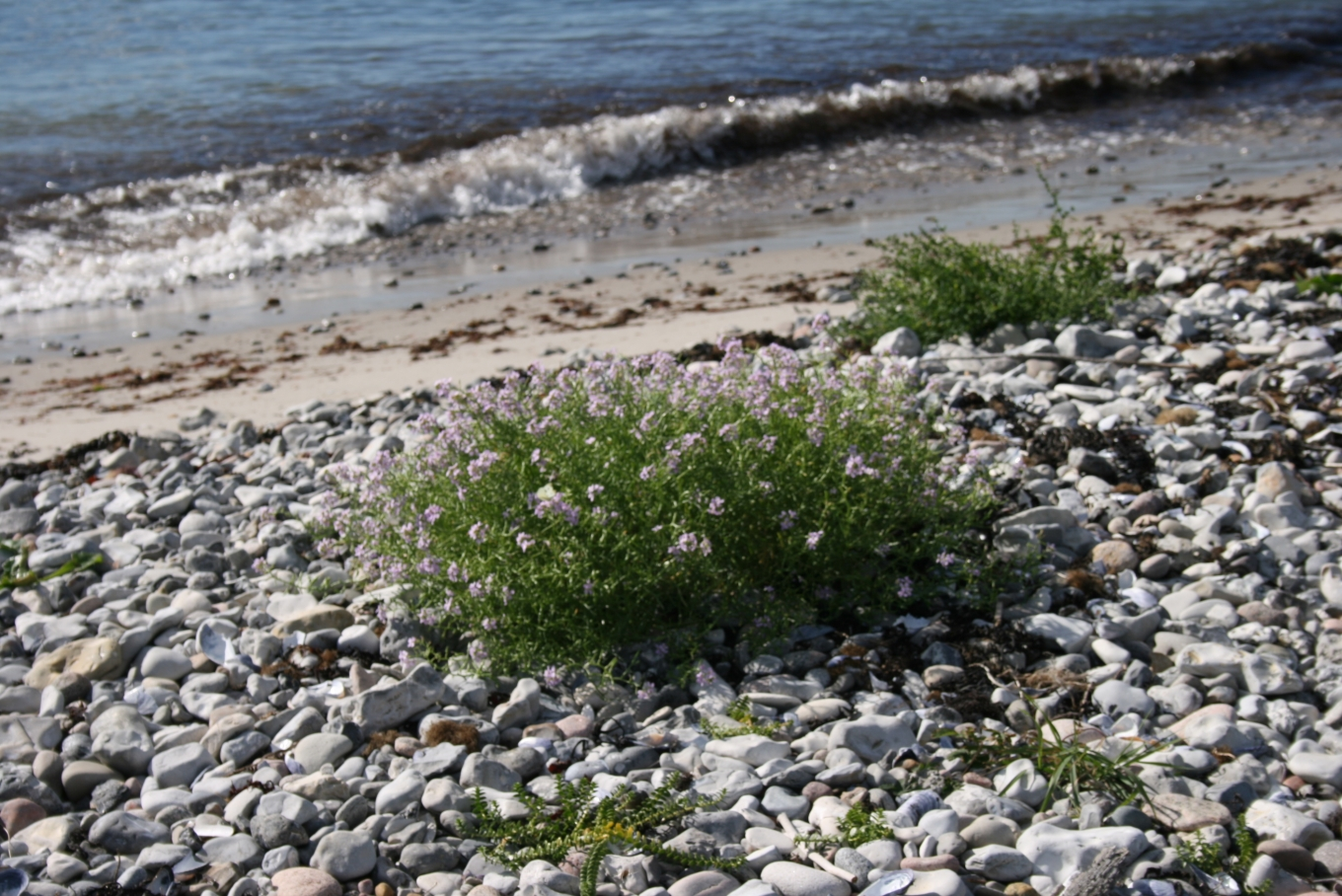
Der Meersenf Cakile maritima siedelt sich gern nah am Spülsam an
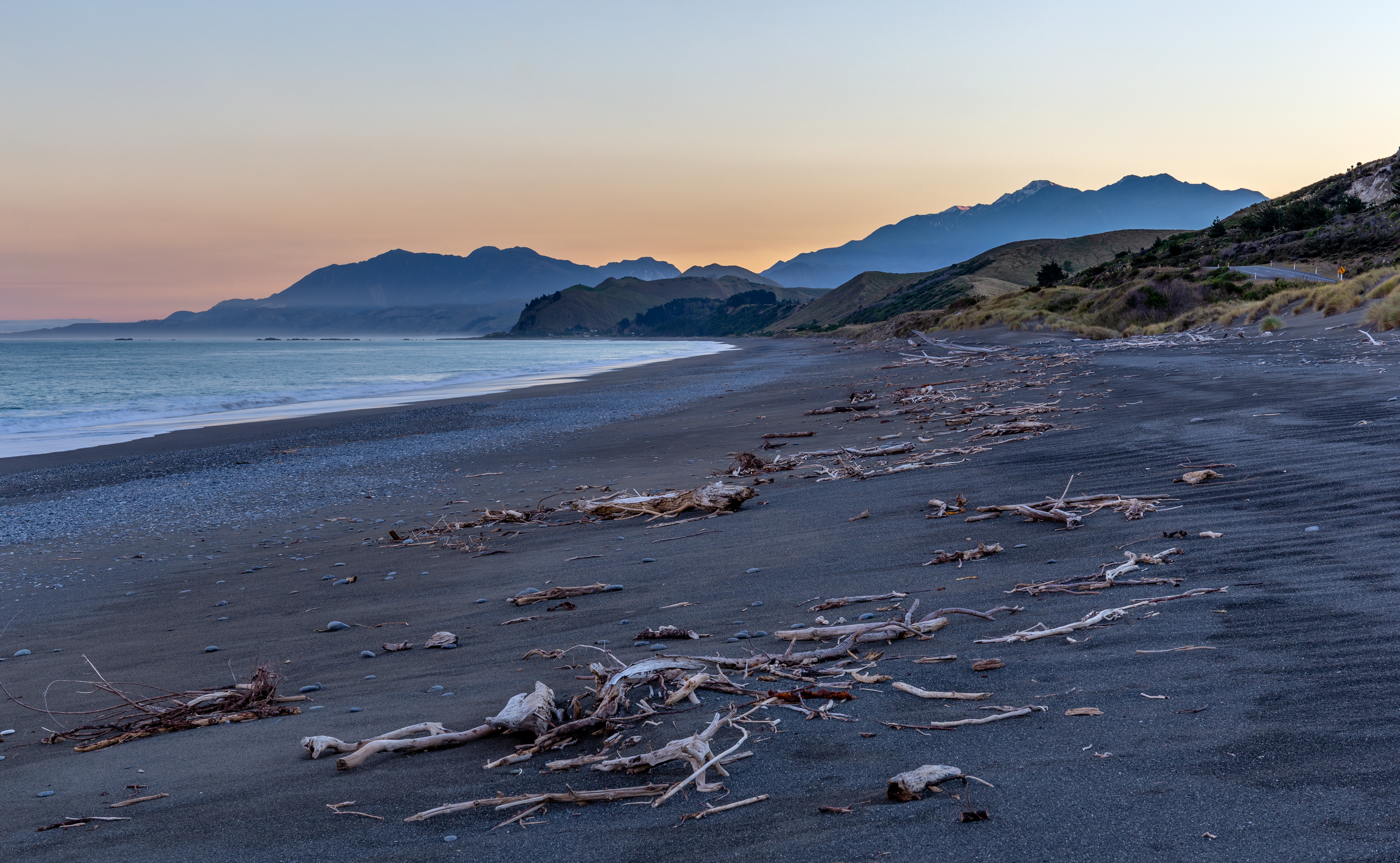
Treibholz markiert diesen Spülsaum in Canterbury, Neuseeland